# رومي أوسوكي
رومي أوسوكي (宇津木 瑠美) (5 ديسمبر 1988 في كاواساكي في اليابان – )؛ هي لاعبة كرة قدم كانت تلعب كلاعب وسط. ولعبت مع منتخب اليابان لكرة القدم للسيدات.

## وصلات خارجية
- رومي أوسوكي على موقع الاتحاد الدولي (مؤرشف)  (الإنجليزية)
- رومي أوسوكي على موقع الاتحاد الأوربي (الإنجليزية)
- رومي أوسوكي على موقع قاعدة بيانات كرة القدم.إي يو (الإنجليزية)
- رومي أوسوكي على موقع Soccerway.com (الإنجليزية)
- رومي أوسوكي على موقع عالم كرة القدم.نت (الإنجليزية)
- رومي أوسوكي على موقع اللجنة الأولمبية الدولية (الإنجليزية)
- رومي أوسوكي على موقع أوليمبيديا (الإنجليزية)